# Gespenster (2005)
Gespenster ist ein deutsch-französischer Spielfilm von Christian Petzold aus dem Jahr 2005. Er zeichnet das Porträt einer scheuen Außenseiterin, die an einem Tag zwei existenzielle Begegnungen erlebt, die Verheißung und Enttäuschung mit sich bringen. Die Hauptrollen spielen Julia Hummer, Sabine Timoteo und Marianne Basler. Filmpremiere war am 15. Februar 2005 im Wettbewerb der Internationalen Filmfestspiele Berlin, der deutsche Kinostart am 15. September 2005. Gemeinsam mit Die innere Sicherheit und Yella bildet der Film Petzolds sogenannte „Gespenster-Trilogie“.

## Handlung und Figuren
Der Film erzählt episodisch 24 Stunden aus dem Leben des etwa 16-jährigen Berliner Waisenmädchens Nina (Julia Hummer), die im Zeichen von zwei Begegnungen stehen, durch die sich in beiden Fällen Wünsche erfüllen, im ersten von Nina selbst.
In der allmählichen Annäherung an die etwas ältere Toni (Sabine Timoteo) wird offenbar, dass die beiden im Grunde nur eins gemeinsam haben: Sie sind Außenseiterinnen. In ihrem Temperament könnten sie kaum unterschiedlicher sein: Nina, ein Heimkind, ist scheu, in sich gekehrt und lebt ganz in ihren Träumen, die sie in Tagebüchern zu verarbeiten sucht, wogegen die vagabundierende Toni impulsiv, dominant und besitzergreifend ist – Letzteres auch im Wortsinn, denn sie ist eine notorische Diebin und macht die oft völlig überrumpelte Nina wie selbstverständlich zur Komplizin.
Das geschieht auch, als Nina plötzlich von einer wildfremden Frau (Marianne Basler) mit „Marie“ angesprochen wird: Die Frau, eine Französin, hatte in Berlin einst ihre damals 3-jährige Tochter Marie durch eine Entführung verloren. Sie kehrt seithdem immer wieder zwanghaft zum Tatort zurück und glaubt nun (wieder einmal), in der Jugendlichen die Gesuchte zu erkennen. Sie bittet Nina, anhand von zwei Körpermerkmalen, einer Narbe am linken Knöchel und einem kleinen herzförmigen Leberfleck auf dem Rücken, prüfen zu dürfen, ob sie ihre verschwundene Tochter sein könnte. Die Inspektion des ersten Merkmals verläuft positiv, die des zweiten wird dadurch unterbrochen, dass Toni der Frau die Brieftasche entwendet, mit Nina flüchtet und die Beute nach Entnahme des Geldes in einen Papierkorb wirft.
Danach lotst Toni Nina zu einem Casting, bei dem es darum geht, dass zwei Mädchen erzählen sollen, wie sie Freundinnen geworden sind. Vereinbarungsgemäß legt Toni vor mit einer frei erfundenen Geschichte, wirkt aber längst nicht so sicher wie bei den Proben zuvor. Nina hingegen, die sich lange sträubt, überrascht mit einer zwar stockend vorgetragenen, aber authentisch wirkenden Geschichte, in der sich Traum, Wunschtraum und Reales mischen. Die mit einem Lob verbundene Einladung zu einer abendlichen Party nehmen die beiden an und tanzen dort innig miteinander. Am Morgen danach ist Nina jedoch allein; Toni verbringt die Nacht offenbar mit dem Regisseur, der das Casting geleitet und beide eingeladen hatte. Nina geht noch einmal zurück zu dem Ort, an dem sie am Vortag die Französin getroffen hatte, wo diese tatsächlich wartet und sie zum Frühstück einlädt. Dort kommt ihr Mann hinzu und drängt seine Frau zu gehen. Zu Nina sagt er, ihre Tochter Marie sei tot. Nina begibt sich nun noch einmal dorthin, wo Toni die Brieftasche entsorgt hatte, betrachtet die darin befindlichen Fotos von Marie, wirft sie entschlossen in den Papierkorb zurück und geht weiter.

## Hintergrund
Die Handlung ist in Gespenster von untergeordneter Bedeutung. Es geht in ihm mehr darum, ein Porträt – oder eine „Skizze“ – zu entwerfen, Stimmungen fühlbar zu machen, eine „Atmosphäre des Übergangs: Hoffnungen, Trugschlüsse, fortgesetzte Versuche.“ Petzold selbst bekundete, dass er nach Realisierung der vorangegangenen Filme „gar keine Lust mehr“ hatte, einen Plot zu entwickeln, „eine Geschichte voranzutreiben“. Er habe auch mit den Schauspielern keinen Konsens herstellen wollen („Du bist jetzt die Tochter oder du bist es nicht.“), sondern vielmehr eine Art „Schwebezustand“. Daher auch seine Vorliebe für ein offenes Ende, nicht nur in Gespenster.
In einem anderen Interview bekannte er, dass er es mag, „wenn die Figuren von Anfang an außerhalb der Normalität stehen“, und auch, wenn sie bestrebt sind, „normal zu werden, Teil irgendeiner Normalität oder eben der Vorstellung von Normalität.“ In seinem Film Gespenster, so Petzold weiter, sei nun „der Effekt der, dass die anderen Figuren, die diese Mädchen berühren, plötzlich nicht mehr so aussehen, als ob sie alle ein tolles normales Leben führen – und nur diese beiden Mädchen keine Möglichkeit hätten, an diesem Leben teilzunehmen.“ Dort, wo die anderen Menschen seien, beginne daher nicht die Normalität, sondern die „nächste Gespensterzone“.
Eine erste Idee zu dem Film, so Petzold, gehe zurück auf die Lektüre von Rainald Goetz’ Rave und einem Roman von Cesare Pavese, der davon handle, wie sich zwei Mädchen aus dem Proletariermilieu an der Künstlerwelt „infizieren“ und später, allein gelassen, „zugrunde gehen“. Das Exposé davon habe aber niemanden interessiert, mit Ausnahme von Julia Hummer. Mit ihr zusammen habe er auch eine andere Geschichte weiterentwickelt, die einer Französin, die in Berlin nach ihrem verlorenen Kind sucht. Harun Farocki habe dann die Idee gehabt, beides zusammenzubringen.
Als „Wurzeln“ für seinen Film beschreibt Petzold zwei Erfahrungen. Eine seien Fotoserien von seit Langem verschwundenen Mädchen gewesen, auf die er in einem französischen Postamt stieß. Die Serien zeigten, außer der jeweils letzten Aufnahme der Vermissten, eine Reihe von Computerbildern, die darstellen sollten, wie sie später möglicherweise aussahen, Bilder, die Petzold als „merkwürdig geisterhaft“ empfand, „ohne soziale Alterung“, „eigentlich tot“, „Gespensterportraits“. Eine solche Serie findet auch Nina in der Brieftasche der Französin.
Als zweite „Wurzel“ erwies sich eins von Grimms Märchen, die Petzold seiner Tochter vorlas: Das Totenhemdchen. Es handelt davon, dass eine Mutter den Verlust ihrer kleinen Tochter nicht verwinden kann und das ihr mehrfach erscheinende tote Kind sie bitten muss, doch endlich loszulassen, weil es sonst nicht in den Himmel kommen könne.
Neben Anklängen an weitere konkrete Märchen (unter anderem Hänsel und Gretel, Aschenputtel, Schneewittchen und Rotkäppchen) oder bestimmte Märchenmotive sind es auch Träume, die das Verständnis für die Figuren vertiefen. An zentraler Stelle steht Ninas Erzählung beim Casting, die sie damit einleitet, dass sie Toni, noch bevor sie sie in Wirklichkeit traf, schon aus einem (wiederkehrenden) Traum gekannt habe. Dieser Traum, der darin gipfelt, dass sie einem von Vergewaltigern bedrohten Mädchen beistehen will, ist ihrer realen Erstbegegnung mit Toni in der Tat ähnlich, zumindest äußerlich. Den wahren Kern des Vorfalls (die Männer jagen Toni Diebesbeute ab) scheint sie jedoch ausblenden zu wollen. So ist auch ihre zweite Geschichte, ihre erfundene Version von der Begegnung beider, überhöht: Zu neuen Pflegeeltern und in eine neue Schule gekommen, habe sie sich gewünscht, dass die „Königin“ der Klasse – die für alles, was sie tut, bewunderte Toni – mit ihr, Nina, befreundet sein möge. Die sonst so abgebrüht wirkende Toni weint beim Zuhören angesichts dessen, was Nina in sie projiziert.

## Form
Höchste Bedeutung kommt hierbei der Kameraführung zu. Gedreht wurde im Naturlicht und es gab auch den Einsatz der Steadicam, durch die der Zuschauer ähnlich wie in Gus Van Sants Elephant nicht zum stillen Beobachter des Films, sondern zum stillen Beobachter im Film wird. Aus finanziellen Gründen musste der Regisseur jedoch dennoch weitgehend mit Schienen arbeiten. Der Film bleibt zu dem, was er zeigen will, auf Distanz. Er fühlt sich einer Reduktion verpflichtet, in welcher der formale Aspekt den emotionalen Gehalt überlagert. Die Kamera läuft den Protagonisten hinterher, schaut ihnen beim Handeln über die Schultern, steht bei ihnen, wenn sie miteinander sprechen – und wenn sie sich wieder verlieren.

## Drehorte
Der Film wurde vom 8. Juni 2004 bis zum 21. Juli 2004 in Berlin und Paris gedreht.

## Kritik
„In diesen Liebkosungen, in weiteren dieser Liebkosungen ist ‚Gespenster‘ ein großer Film. Im ganzen ist er das nicht. So wundervoll die Tonspur ist, so sehr sie dazu einlädt, die Augen zu schließen und diesen Film einfach nur zu hören, so klar die Bilder sind, so wunderbar Christian Petzold (wie immer dramaturgisch beraten von Harun Farocki) seine Motive gegeneinander balanciert, so großartig die Schauspielerinnen sind und so wenig man die filmische Intelligenz dieses Regisseurs übersehen kann: Es funktioniert im ganzen nicht. ‚Gespenster‘ hat das Zeug zu einem Meisterwerk, aber das ist er nicht.“

„Eine Studie über Trauer, Einsamkeit und die vergebliche Suche nach Nähe, in der sich die Erzählstränge gegenseitig in ihrer atmosphärischen Dichte beeinträchtigen. Durch den kühl-distanzierten Erzählgestus bleiben die Charaktere und ihre Konflikte allzu leblos.“

„Mit der fast schon für ihn typischen Melancholie schildert Regisseur Christian Petzold […] erneut eine Problem behaftete Außenseiter-Geschichte. Doch ohne die Lockerheit und Selbstverständlichkeit französischer Vorbilder wirkt das Ganze oft sehr steif und verkrampft.“

„Auch dieses Berlin ist eine Geisterstadt. Petzold bewegt sich darin ganz still, wie auf Zehenspitzen, um seine somnambulen Figuren zwar zu beobachten, aber ja nicht aufzuwecken.“

„Unaufhaltsam wird der Betrachter in eine Geschichte von Sehnsucht und Verlust gezogen. Die lichte Klarheit des Berliner Sommers, das Rauschen der Blätter und des Windes, das Brummen des Verkehrs, all dies wird zu einer Erfahrung zweiter Ordnung, als sei es ein Traum, eine Erinnerung oder ein Märchen, dessen Figuren vielleicht nur durch die Sehnsucht der anderen existieren und in der Welt gehalten werden. Wirklich ist in diesem mit fast hypnotischer Ruhe fotografierten Film vielleicht nur die bodenlose, alles durchdringende Sehnsucht einer Frau nach ihrem Kind.“

## Auszeichnungen
- 2005: Findlingspreis
- 2005: Preis der deutschen Filmkritik in der Kategorie „Bester Spielfilm“